# فوربز ۲۱۴۰۹
سیارک ۲۱۴۰۹ (به انگلیسی: 21409 Forbes، نام‌گذاری: 1998FC65) بیست و یک هزار و چهارصد و نهمین سیارک کشف شده‌است که در ۲۰ مارس ۱۹۹۸ کشف شد.
قدر مطلق سیارک برابر ۱۰.۲ است.